# Jordão Diogo
Jordão Encarnação Tackey Diogo (Lisbona, 12 novembre 1985) è un ex calciatore portoghese naturalizzato saotomense, di ruolo difensore.

## Carriera

### Club
Ha giocato nella massima serie islandese e in quella greca.

### Nazionale
Nel 2015 ha esordito in nazionale.

## Statistiche

### Cronologia presenze e reti in nazionale
| Cronologia completa delle presenze e delle reti in nazionale ― São Tomé e Príncipe | Cronologia completa delle presenze e delle reti in nazionale ― São Tomé e Príncipe | Cronologia completa delle presenze e delle reti in nazionale ― São Tomé e Príncipe | Cronologia completa delle presenze e delle reti in nazionale ― São Tomé e Príncipe | Cronologia completa delle presenze e delle reti in nazionale ― São Tomé e Príncipe | Cronologia completa delle presenze e delle reti in nazionale ― São Tomé e Príncipe | Cronologia completa delle presenze e delle reti in nazionale ― São Tomé e Príncipe | Cronologia completa delle presenze e delle reti in nazionale ― São Tomé e Príncipe |
| Data                                                                               | Città                                                                              | In casa                                                                            | Risultato                                                                          | Ospiti                                                                             | Competizione                                                                       | Reti                                                                               | Note                                                                               |
| ---------------------------------------------------------------------------------- | ---------------------------------------------------------------------------------- | ---------------------------------------------------------------------------------- | ---------------------------------------------------------------------------------- | ---------------------------------------------------------------------------------- | ---------------------------------------------------------------------------------- | ---------------------------------------------------------------------------------- | ---------------------------------------------------------------------------------- |
| 8-10-2015                                                                          | São Tomé                                                                           | São Tomé e Príncipe                                                                | 1 – 0                                                                              | Etiopia                                                                            | Qual. Mondiali 2018                                                                | -                                                                                  |                                                                                    |
| 11-10-2015                                                                         | Addis Abeba                                                                        | Etiopia                                                                            | 3 – 0                                                                              | São Tomé e Príncipe                                                                | Qual. Mondiali 2018                                                                | -                                                                                  |                                                                                    |
| 23-3-2016                                                                          | São Tomé                                                                           | São Tomé e Príncipe                                                                | 2 – 1                                                                              | Libia                                                                              | Qual. Coppa d'Africa 2017                                                          | -                                                                                  |                                                                                    |
| 28-3-2016                                                                          | Il Cairo                                                                           | Libia                                                                              | 4 – 0                                                                              | São Tomé e Príncipe                                                                | Qual. Coppa d'Africa 2017                                                          | -                                                                                  |                                                                                    |
| 4-9-2016                                                                           | Rabat                                                                              | Marocco                                                                            | 2 – 0                                                                              | São Tomé e Príncipe                                                                | Qual. Coppa d'Africa 2017                                                          | -                                                                                  | ?’                                                                                 |
| 22-3-2017                                                                          | São Tomé                                                                           | São Tomé e Príncipe                                                                | 0 – 1                                                                              | Madagascar                                                                         | Qual. Coppa d'Africa 2019                                                          | -                                                                                  |                                                                                    |
| 26-3-2017                                                                          | Antananarivo                                                                       | Madagascar                                                                         | 3 – 2                                                                              | São Tomé e Príncipe                                                                | Qual. Coppa d'Africa 2019                                                          | -                                                                                  | 78’                                                                                |
| 13-11-2019                                                                         | Omdurman                                                                           | Sudan                                                                              | 4 – 0                                                                              | São Tomé e Príncipe                                                                | Qual. Coppa d'Africa 2021                                                          | -                                                                                  |                                                                                    |
| Totale                                                                             |                                                                                    | Presenze                                                                           | 8                                                                                  |                                                                                    | Reti                                                                               | 0                                                                                  |                                                                                    |

## Palmarès

### Club

#### Competizioni nazionali
- Coppa d'Islanda: 2

KR Reykjavík: 2008, 2011
- Campionato islandese: 1

KR Reykjavík: 2011